# Skärvgölen
Skärvgölen är en sjö i Hultsfreds kommun i Småland och ingår i Emåns huvudavrinningsområde.